# Parafia św. Jana Chrzciciela w Kiszkowie
Parafia Świętego Jana Chrzciciela w Kiszkowie jest jedną z 10 parafii leżącą w granicach dekanatu kiszkowskiego. Erygowana w XIV wieku.

## Dokumenty
Księgi metrykalne: 
- ochrzczonych od 1945 roku
- małżeństw od 1945 roku
- zmarłych od 1945 roku